# Basilina
Basilina (... – 332/333) fu la moglie di Giulio Costanzo e la madre dell'imperatore romano Giuliano, che in suo onore diede in onore il nome di Basilinopolis ad una città in Bitinia (moderna Pazarköy nei pressi di Gemlik, in Turchia).
Figlia di Ceonio Giuliano Camenio (Caeionius Iulianus Camenius) o, più probabilmente, di Giulio Giuliano, fu sorella di Giuliano, comes Orientis; Basilina fu educata da Mardonio, un eunuco cresciuto nella casa del padre.
Divenne la seconda moglie di Giulio Costanzo, cui diede Giuliano; Basilina morì alcuni mesi dopo il parto.
Cristiana, inizialmente favorì gli ariani, ma diede in eredità le proprie terre alla chiesa di Efeso. Fu parente del vescovo Eusebio di Nicomedia, precettore del figlio.